# Vetrovni stržen
Vetrovni strženi (angleško Jet streams) so visokohitrostni vetrovi, ki pihajo na višini tropopavze (približno 7–15 km) – med troposfero in stratosfero. Najdemo jih na Zemlji in drugih planetih.Glavni vetrovni strženi pihajo od zahoda proti vzhodu. Najhitrejši so tisti polarni na višini okrog 7–12 km, subtropski so malce počasnejši in so na večji višini (10–16 km). Severna in južna polobla imata vsaka po dva glavna vetrovna stržena, oba pihata iz smeri zahoda.
Vetrovni strženi nastanejo zaradi sončnega segrevanja atmosfere in rotacije Zemlje, na drugih planetih tudi zaradi notranje toplote planeta. Vetrovni stržen včasih lahko spreminja obliko in smer, drugič se loči v dva toka ali pa se dva združita v enega.
Hitrost vetra v jedru vetrovnega stržena je lahko tudi čez 200 km/h, največja izmerjena je bila okrog 400 km/h.
Vetrovne stržene izkoriščajo reaktivna potniška letala – visokohitrostni vetrovi zelo zmanjšajo čas leta na vzhodne destinacije. Blizu vetrovnih strženov se pogosto pojavi turbulenca v čistem zraku (clear air turbulence - CAT).
Vetrovne stržene bi lahko v prihodnosti uporabljali za proizvodnjo elektrike so pomočjo letečih vetrnih turbin, če bodo uspešno razvili tehnologijo.
Med 2. svetovno vojno so Japonci spuščali balone z majhnimi bombami, ki jih je potem vetrovni stržen nesel na vzhodno obalo ZDA, a sicer niso povzročili nobene večje škode.